# Hans-Gunnar Grepperud Eikeland
Hans-Gunnar Grepperud Eikeland (ur. 30 czerwca 1987 w Oslo) – norweski wioślarz.

## Osiągnięcia
- Mistrzostwa Świata U-23 – Glasgow 2007 – czwórka podwójna – 15. miejsce[1].
- Mistrzostwa Europy – Poznań 2007 – dwójka podwójna – 12. miejsce[1].
- Mistrzostwa Europy – Montemor-o-Velho 2010 – czwórka podwójna – 10. miejsce[1].